# Swetlana Alexejewna Kowalenko
Swetlana Alexejewna Kowalenko (russisch Светлана Алексеевна Коваленко; * 7. September 1927 in Sumy; † 6. September 2007 in Moskau) war eine sowjetisch-russische Literaturwissenschaftlerin und Autorin.

## Leben
Kowalenko studierte an der Staatlichen Universität Jerewan mit Abschluss 1949. Es folgte die Aspirantur im Moskauer Gorki-Institut für Weltliteratur der Akademie der Wissenschaften der UdSSR, die sie 1953 mit Verteidigung ihrer Kandidat-Dissertation über das Kolchosdorf in der Poesie Michail Wassiljewitsch Issakowskis und Alexander Trifonowitsch Twardowskis zur Promotion zur Kandidatin der philologischen Wissenschaften abschloss.
Ab 1955 arbeitete Kowalenko im Gorki-Institut für Weltliteratur, in dem sie eine führende wissenschaftliche Mitarbeiterin wurde. 1990 verteidigte Kowalenko ihre Doktor-Dissertation über das lyrische Epos in der sowjetischen Poesie und dessen Dynamik zur Promotion zur Doktorin der  philologischen Wissenschaften. Sie war Mitglied des Schriftstellerverbands der UdSSR.
Kowalenko war beteiligt an der Herausgabe der gesammelten Werke Wladimir Wladimirowitsch Majakowskis in 30 Bänden (1955–1961) und der gesammelten Werke Sergei Alexandrowitsch Jessenins in 5 Bänden (1961–1962). Sie war eine der Herausgeber der gesammelten Werke Anna Andrejewna Achmatowas in 6 Bänden (1998–2002). Sie verfasste die Bücher Anna Achmatowa: pro et contra. Antologija (2001, 2005) und Peterburgskije sny Anny Achmatowoi (St. Petersburger Träume Anna Achmatowas) (2004) und rekonstruierte den Text des Poema bes geroja (Poem ohne Held). Sie schrieb eine unvollendete Biografie Achmatowas, die 2009 postum veröffentlicht wurde, und ein Buch über die Frauen im Schicksal Majakowskis, das 2006 erschien.
Kowalenko war verheiratet mit dem Literaturwissenschaftler Alexander Nikolajewitsch Nikoljukin. Sie starb einen Tag vor ihrem 80. Geburtstag in Moskau.